# Johannes Bugenhagen
Johannes Bugenhagen (Wollin, 1485. június 24. – Wittenberg, 1558. április 20.) német reformátor volt. Kortársai Dr. Pomeranus illetve Dr. Pommer néven ismerték.
Greifswaldban tanult, majd 1504-ben a treptowi iskola rektora lett. Luther Von der babylonischen Gefangenschaft című írása hatására elfogadta a reformációt és 1521-ben Wittenbergbe ment, ahol teológiai tanulmányokat folytatott, majd a városi templom plébánosa és az egyetem professzora lett. Luther munkatársa, barátja volt. Az „új tan” egyik leghíresebb szervezője és terjesztője. Prédikációit az egyszerűség és tömörség jellemezte. Hamburgban, Lübeckben, Pomerániában, Koppenhágában terjesztette Luther tanait, egyházakat és iskolákat szervezett. Megírta Pomeránia történetét, amely csak halála után jelent meg nyomtatásban.

## További irodalom
- Geisenhof, Georg: Bibliotheca Bugenhagiana
Nieuwkoop, De Graaf, 1963
- Bieber, Anneliese: Johannes Bugenhagen zwischen Reform und Reformation, Göttingen, Vandenhoeck u. Ruprecht, 1993